# Discografia de Iggy Pop

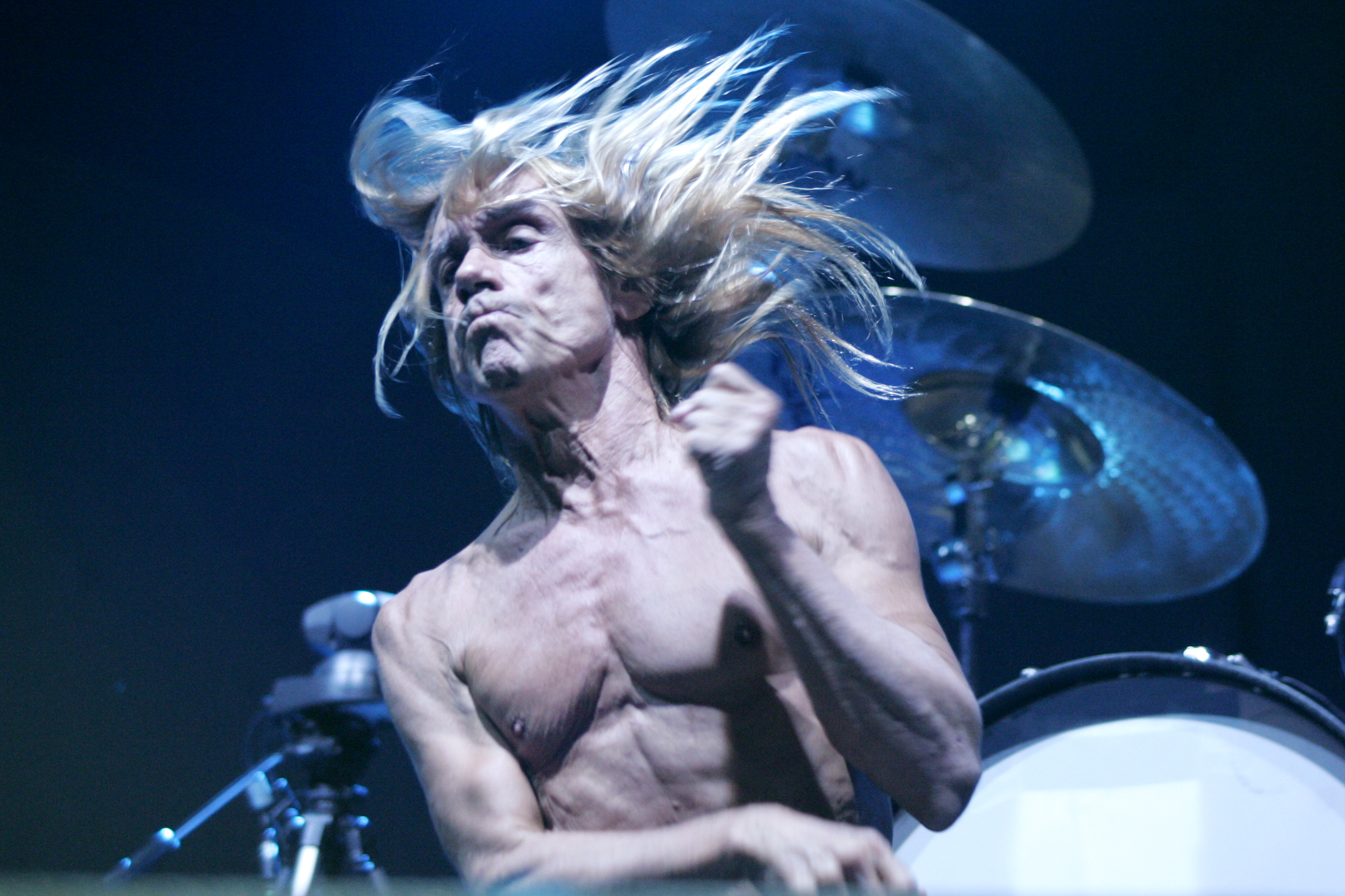
Hodokvas 2006 - Iggy Pop

Essa é a discografia do cantor de rock estadunidense, Iggy Pop.

Para uma lista detalhada dos álbuns e singles lançados por Iggy Pop com sua banda mais conhecida, The Stooges

## Álbuns
- Todos os lançamentos foram creditados a Iggy Pop como trabalho solo, exceto onde indicado.

| Ano  | Título | Posição nas paradas | Posição nas paradas | Posição nas paradas |
| Ano  | Título | EUA                 | Nova Zelândia       | Reino Unido         |
| ---- | --- | ------------------- | ------------------- | ------------------- |
| 1969 | The Stooges - como 'The Stooges' - Lançado em: agosto de 1969 - Gravadora: Elektra                                                                        | 106 [11 semanas]    | –                   | –                   |
| 1970 | Fun House - como 'The Stooges' - Lançado em: agosto de 1970 - Gravadora: Elektra                                                                          | –                   | –                   | –                   |
| 1973 | Raw Power - como 'Iggy and The Stooges' - Lançado em: maio de 1973 - Gravadora: Columbia                                                                  | 182 [3 semanas]     | 20 [4 semanas]      | 44 [4 semanas]      |
| 1977 | The Idiot - Lançado em: 18 de março de 1977 - Gravadora: RCA                                                                                              | 72 [13 semanas]     | –                   | 30 [3 semanas]      |
| 1977 | Lust for Life - Lançado em: 9 de setembro de 1977 - Gravadora: RCA                                                                                        | 120 [6 semanas]     | –                   | 28 [8 semanas]      |
| 1977 | Kill City - como 'Iggy Pop and James Williamson' - Lançado em: novembro de 1977 - Relançado em: outubro de 2010 - Gravadora: Bomp Records e Alive Records | 204 [3 semanas]     | –                   | –                   |
| 1979 | New Values - Lançado em: setembro de 1979 - Gravadora: Arista                                                                                             | 180 [4 semanas]     | –                   | –                   |
| 1980 | Soldier - Lançado em: fevereiro de 1980 - Gravadora: Arista                                                                                               | 125 [7 semanas]     | –                   | –                   |
| 1981 | Party - Lançado em: junho de 1981 - Gravadora: Arista | 166 [5 semanas]     | –                   | –                   |
| 1982 | Zombie Birdhouse - Lançado em: septembro de 1982 - Gravadora: Animal Records                                                                              | –                   | –                   | –                   |
| 1986 | Blah Blah Blah - Lançado em: outubro de 1986 - Gravadora: A&M                                                                                             | 75 [27 semanas]     | 19 [11 semanas]     | 43 [7 semanas]      |
| 1988 | Instinct - Lançado em: junho de 1988 - Gravadora: A&M | 110 [12 semanas]    | 28 [7 semanas]      | 61 [1 semana]       |
| 1990 | Brick by Brick - Lançado em: junho de 1990 - Gravadora: Virgin                                                                                            | 90 [37 semanas]     | –                   | 50 [2 semanas]      |
| 1993 | American Caesar - Lançado em: setembro de 1993 - Gravadora: Virgin                                                                                        | –                   | 39 [1 semana]       | 43 [2 semanas]      |
| 1996 | Naughty Little Doggie - Lançado em: 15 de março de 1996 - Gravadora: Virgin                                                                               | –                   | –                   | –                   |
| 1999 | Avenue B - Lançado em: 20 de setembro de 1999 - Gravadora: Virgin                                                                                         | –                   | –                   | –                   |
| 2001 | Beat 'Em Up - Lançado em: 18 de junho de 2001 - Gravadora: Virgin                                                                                         | –                   | –                   | –                   |
| 2003 | Skull Ring - Lançado em: 30 de setembro de 2003 - Gravadora: Virgin                                                                                       | –                   | –                   | –                   |
| 2007 | The Weirdness - como 'The Stooges' - Lançado em: 6 de março de 2007 - Gravadora: Virgin                                                                   | 103 [1 semana]      | –                   | 81 [1 semana]       |
| 2009 | Préliminaires - Lançado em: 25 de maio de 2009 - Gravadora: Astralwerks, Virgin                                                                           | 187 [1 semana]      | –                   | 200 [1 semana]      |
| 2012 | Après - Lançado emː 9 de maio de 2012 - Gravadora: Thousand Mile Inc                                                                                      | –                   | –                   | –                   |
| 2013 | Ready to Die (com The Stooges e James Williamson) - como 'Iggy and The Stooges' - Lançado em: 30 de abril de 2013 - Gravadora: Fat Possum Records         | –                   | –                   | –                   |
| 2016 | Post Pop Depression - Lançado em: 18 de março de 2016 - Gravadora: Loma Vista                                                                             | –                   | –                   | –                   |
| 2019 | Free - Lançado em 6 de setembro de 2019 - Gravadora: Thousand Mille Inc./Caroline International                                                           | –                   | –                   | 26                  |
| 2023 | Every Loser - Lançado em 6 de janeiro de 2023 - Gravadora: Gold Tooth/Atlantic                                                                            | –                   | –                   | 33                  |

## Álbuns ao vivo
| Ano  | Título |
| ---- | --- |
| 1978 | TV Eye Live 1977 - Lançado em: maio de 1978 - Gravadora: RCA                                                            |
| 2011 | Roadkill Rising: The Bootleg Collection 1977-2009 - Lançado em: 17 de maio de 2011 - Gravadora: Shout! Factory          |
| 2011 | Live At The Old Waldorf: San Francisco – November 27, 1979 - Lançado em: 17 de maio de 2011 - Gravadora: Shout! Factory |

## Compilações
| Ano  | Título                                                                                    | Posição nas paradas |
| Ano  | Título                                                                                    | Reino Unido         |
| ---- | ----------------------------------------------------------------------------------------- | ------------------- |
| 1996 | Nude & Rude: The Best of Iggy Pop - Lançado em: 28 de outubro de 1996 - Gravadora: Virgin | 99 [5 semanas]      |
| 2005 | A Million in Prizes: The Anthology - Lançado em: 18 de julho de 2005 - Gravadora: Virgin  | 148 [1 semana]      |

## Singles
| Ano  | Título                                           | Álbum           | Posição nas paradas | Posição nas paradas | Posição nas paradas | Posição nas paradas | Posição nas paradas | Posição nas paradas | Posição nas paradas |
| Ano  | Título                                           | Álbum           | Hot 100 EUA         | EUA Mainstream      | EUA Alternative     | EUA Club Play       | Nova Zelândia       | Reino Unido         | Holanda             |
| ---- | ------------------------------------------------ | --------------- | ------------------- | ------------------- | ------------------- | ------------------- | ------------------- | ------------------- | ------------------- |
| 1981 | "Bang Bang"                                      | Party           | –                   | –                   | –                   | –                   | –                   | –                   |                     |
| 1986 | "Cry For Love"                                   | Blah Blah Blah  | –                   | 34                  | –                   | 19                  | –                   | –                   | -                   |
| 1986 | "Real Wild Child (Wild One)"                     | Blah Blah Blah  | –                   | 27                  | –                   | –                   | 1                   | 10                  | 31                  |
| 1987 | "Shades"                                         | Blah Blah Blah  | –                   | –                   | –                   | –                   | –                   | 87                  | -                   |
| 1988 | "Cold Metal"                                     | Instinct        | –                   | 37                  | –                   | –                   | –                   | –                   | -                   |
| 1990 | "Livin' On The Edge Of The Night"                | Brick by Brick  | –                   | –                   | 16                  | –                   | –                   | 51                  | 47                  |
| 1990 | "Home"                                           | Brick by Brick  | –                   | –                   | 2                   | –                   | –                   | 84                  | -                   |
| 1990 | "Candy" (com Kate Pierson)                       | Brick by Brick  | 28                  | 30                  | 5                   | –                   | 39                  | 67                  | 7                   |
| 1991 | "Well, Did You Evah!" (com Deborah Harry)        |                 | –                   | –                   | –                   | –                   | –                   | 42                  | -                   |
| 1993 | The Wild America EP                              | American Caesar | –                   | –                   | 25                  | –                   | –                   | 63                  | -                   |
| 1994 | "Beside You"                                     | American Caesar | –                   | –                   | –                   | –                   | –                   | 47                  | -                   |
| 1996 | "Lust for Life"                                  | Lust for Life   | –                   | –                   | –                   | –                   | –                   | 26                  | 4                   |
| 1997 | "Monster Men"                                    | -               | –                   | –                   | –                   | –                   | –                   | -                   | -                   |
| 1998 | "The Passenger"                                  | Lust for Life   | –                   | –                   | –                   | –                   | –                   | 22                  | -                   |
| 2000 | "Aisha" (com Death in Vegas)                     |                 | –                   | –                   | –                   | –                   | –                   | 9                   | -                   |
| 2004 | "Little Know It All" (com Sum 41)                | Skull Ring      | –                   | –                   | 35                  | –                   | –                   | –                   | -                   |
| 2004 | "Kick It" (Peaches com participação de Iggy Pop) |                 | –                   | –                   | –                   | –                   | –                   | 39                  | -                   |

## Contribuições
- Low (1977, RCA) - "What in the World" (com David Bowie)
- Tonight (1984, EMI) - "Dancing with the Big Boys" (com David Bowie)
- Red Hot + Blue (1990, Chrysalis) - "Well, Did You Evah!" (com Deborah Harry)
- Arizona Dream Soundtrack (1993, Mercury) - "In the Deathcar", "TV Screen", "Get the Money", "This is a Film" (com Goran Bregović)
- Système D (1993, Virgin) - "My Love Is Bad" (com Les Rita Mitsouko)
- Space Goofs (1997) - "Monster Men"
- The Contino Sessions (1999, Concrete) - "Aisha" (com Death in Vegas)
- Fatherfucker (2003, Beggars XL) - "Kick It" (com Peaches)
- Dark Night of the Soul (2010) - "Pain" (com Danger Mouse e Sparklehorse)
- Black Sunshine (com Rob Zombie)
- Relationship of Command - "Rolodex Propaganda" (com At the Drive-In)
- Profanation (Preparation for a Coming Darkness) - "Furies"
- Slash (2010, EMI/Roadrunner) - "We're All Gonna Die" (com Slash)
- Wild One: Tribute to Johnny Okeefe (2008, Rhino) - "Real Wild Child/Wild One"(com Jet)